# 보령웅천도서관
보령웅천도서관은 충청남도 보령시 웅천읍 소재의 도서관이다.

## 연혁
- 1991. 03. 25 보령웅천도서관 설치 승인
- 1991. 10. 23 보령웅천도서관 이용에 관한 조례 공포
- 1992. 12. 01 보령웅천도서관 준공
- 1993. 04. 08 보령웅천도서관 개관
- 1998. 07. 01 도서관 자료 전산화
- 2005. 10. 11 제5회 충청남도 평생학습축제 개최
- 2019. 03. 01 충청남도보령교육지원청웅천도서관으로 변경

## 시설현황
- 2층: 관리실, 동아리실, 열람실, 평생교육실
- 1층: 종합자료실, 서버실
- 지하1층: 보존서고, 물품관리실

## 이용 안내
이용 시간
| 구분      | 종합자료실    | 열람실        |
| --------- | ------------- | ------------- |
| 평일      | 08:00 ~ 19:00 | 08:00 ~ 21:00 |
| 토,일요일 | 09:00 ~ 17:00 | 08:00 ~ 21:00 |

휴관일
- 매주 월요일
- 일요일을 제외한 공휴일(단, 일요일이 공휴일과 겹치는 경우는 휴관)
- 정부가 지정한 임시공휴일
- 임시휴관일 : 관장이 필요하다고 인정한 경우